# Тертл-Бей
Тертл-Бей (англ. Turtle Bay) — квартал в районе Ист-Сайд в боро Манхэттен, Нью-Йорк. Тертл-Бей ограничивается 43-й и 53-й улицами, Лексингтон-авеню и проливом Ист-Ривер. На юге Тертл-Бей граничит с кварталом Тюдор-сити, на севере — с кварталом Саттон-Плейс. Тертл-Бей находится под юрисдикцией 6-го общественного совета Манхэттена.

## История
Топоним Тертл-Бей (дословно — «черепашья бухта») появился в XVII столетии. Насчёт его происхождения точных сведений нет. По одним данным, он происходит от черепах, обитавших в бухте, по другим — он является производным от голландского слова deutal, что означало изогнутый клинок. В то время бухта служила надёжным укрытием от непогоды. Также она была комфортным местом для судостроения. В 1639 году губернатор Нового Амстердама выделил двум англичанам прилегающий к бухте участок площадью 40 акров (0,16 км²). Он получил название Тертл-Бей-Фарм (англ. Turtle Bay Farm) На том месте, где сейчас проходит 47-я улица, в бухту впадал ручей Тертл-Бей. После того как был учреждён генеральный план Манхэттена, прилегающая к бухте местность была разровнена и поделена на участки под застройку. К первой половине XX века от бухты осталась лишь небольшая скала в конце 45-й улицы; ныне же не осталось и её.
К середине XIX века Тертл-Бей превратился в типичный загородный район. В нём порой прогуливались журналисты Хорас Грили, Маргарет Фуллер и писатель Эдгар По, отметивший:

Человечество делится на мужчин, женщин и Маргарет Фуллер.
Оригинальный текст (англ.)Humanity is divided into Men, Women, and Margaret Fuller.

Он негативно относился к принятому в начале XIX века генеральному плану города. О местном пейзаже По написал в местной газете:

Я раздобыл небольшой ялик и в ходе ознакомительной прогулки оплыл вокруг острова Блэквелл. Больше всего меня интересует вид на берег Манхэттена, чрезвычайно живописный в этом месте. Все без исключения дома строги и старинны… Я был не в силах глядеть на величественные скалы и деревья, то и дело попадавшие в поле зрения, без вздоха, полного ожидания неминуемой их гибели — неминуемой и скоротечной.
Оригинальный текст (англ.)The houses are, without exception, frame and antique…I could not look on the magnificent cliffs and stately trees, which at every moment met my view, without a sigh for the inevitable doom — inevitable and swift.

С началом Гражданской войны, когда вышел первый закон о воинской повинности, на пересечении 3-й авеню и 46-й улицы был открыт призывной пункт. 13 июля 1863 года в ходе «Недели призыва» он подвергся нападению и был сожжён.
После войны квартал был застроен городскими особняками. К 1868 году в Тертл-Бей процветала коммерческая деятельность, среди прочего представленная пивоварнями, газовыми заводами, скотобойнями и загонами. Во второй половине XIX века в квартале проживало множество немцев и ирландцев, работавших в местных каменоломнях. Кроме того, вдоль 2-й и 3-й авеню были проложены линии надземной железной дороги. Это привело к падению уровня жизни. К 1930-м годам Тертл-Бей являл собой задворки Нью-Йорка:

<…> огромные промышленные предприятия: пивоварни, прачечные, скотобойни, электростанции— выстроены вдоль убогих многоквартирных жилищ на прибрежной полосе по соседству с новыми домами, которые возведены с учётом привлекательного вида на пролив и близости к центру. От заводов и мастерских в квартале ежегодно выпадает по 150 тонн сажи.
Оригинальный текст (англ.)<…> huge industrial enterprises— breweries, laundries, abattoirs, power plants— along the water front face squalid tenements not far away from new apartment dwellings attracted to the section by its river view and its central position. The numerous plants shower this district with the heaviest sootfall in the city— 150 tons to the square mile annually.

В 1918 году застройщик Шарлотта Сорчан (англ. Charlotte Hunnewell Sorchan) приобрела 11 домов на южной стороне 49-й улицы и 9 домов на северной стороне 48-й улицы между 2-й и 3-й авеню. За два года она полностью обновила эту часть квартала, получившую название Тертл-Бей-Гарденс (англ. Turtle Bay Gardens, сады Тертл-Бей). Фасады зданий были оштукатурены, а интерьеры были перепланированы таким образом, чтобы служебные помещения выходили на улицы, а жилые комнаты — на внутренние дворы, которые в свою очередь были облагорожены древесно-кустарниковыми насаждениями.
После женитьбы Сорчан продала дома по себестоимости своим друзьям. Одним из первых покупателей стала Мария Боуэн Чапин (англ. Maria Bowen Chapin), основавшая школу Чапин. В районе в разное время проживало множество знаменитостей, среди которых актрисы Кэтрин Хепбёрн и Джун Хэвок, актёры Рикардо Монтальбан и Тайрон Пауэр, публицисты Гарсон Канин и Генри Люс, журналистка Дороти Томпсон, литературный редактор Максвелл Перкинс, музыканты Стивен Сондхайм и Леопольд Стоковский и судья Лёрнед Хэнд. В 1997 году в честь Кэтрин Хепбёрн, проживавшей в квартале более 60 лет, был назван местный парк.
На территории, где находились скотобойни, в 1948 году была построена Штаб-квартира ООН. Также к тому времени в квартале была снесена надземная железная дорога, что позволило возводить высотные строения. В 1957 году жители и собственники квартала основали ассоциацию, основной задачей которой было обозначено поддержание высокого уровня жизни в Тертл-Бей. Благодаря близости к Штаб-квартире ООН в квартале расположены дипломатические миссии Багамских островов, Великобритании, Германии, Израиля, Люксембурга, Саудовской Аравии, Сингапура, Украины и Ямайки.

## Население
По данным на 2009 год, численность населения квартала составляла 38 554 жителя. Средняя плотность населения составляла около 28 098 чел./км², превышая среднюю плотность населения по Нью-Йорку почти в 3 раза. В расовом соотношении более 75 % составляли белые. Средний доход на домашнее хозяйство более чем в 2 раза превышал средний показатель по городу: $109 427.

## Общественный транспорт
Тертл-Бей обслуживается станцией метро Lexington Avenue / 51st — 53rd Streets. По состоянию на сентябрь 2012 года в квартале действовали автобусные маршруты M15 и M50.